# おしゃべり人物伝
『おしゃべり人物伝』（おしゃべりじんぶつでん）は、1984年4月6日から1985年10月4日までNHKで放送された人物系歴史番組である。毎週金曜 19:30 - 20:00（JST）に放送された。

## 概要
毎回1人の人物を取り上げ、その人物の生涯を描いたドラマと、パーソナリティ（番組内では「ホスト」と表記）によるトーク等によって人物像を描く内容であった。番組開始当初は、浜畑賢吉、柴田恭兵、桃井かおりの三人が週替わりでパーソナリティを務め、その人物を語るとともに自らその人物をドラマで演じるオーソドックスな形式（このため、パーソナリティを「ホスト兼アクター」と称していた）であった。また、毎回サブタイトルには、「ア・イ・ラ・ブ （取り上げる人物名）」としていた。
番組途中の1984年10月から番組をリニューアル。小林克也を起用する形でパーソナリティを固定し、毎回異なるゲストがドラマで出演し、著名人によるその人物へのコメントを挿入し、番組の最後に小林とゲストとのトークでその人物を語る形式に変更された。同時に番組全体の演出も見直され、インディ・ジョーンズのテーマ（レイダース・マーチ）をバックに小林のナレーションで始まるオープニング、ネオンライトを用いたスタジオのセット、時代考証を意図的に無視し現代感覚を大胆に取り入れたドラマにより、別の番組と言っても差し支えないほど現代的（放送当時としての）かつ明るいイメージに変えられた。
取り上げられる人物は、歴史上の人物や偉人伝中の人物が多い。単に人物の生涯を紹介するのみでなく、特に小林起用以降においては人物の内面を独自の切り口で解釈する手法が多くとられた（1985年6月7日放送の「織田信長」の回にて、従者あるいは近侍のネグロイド・弥助の視点で信長の本心を描き、同年7月12日放送の「天草四郎」の回では、四郎を一揆勢によって祭り上げられた偶像（アイドル）として描くなど）。

## 出演者
- 桃井かおり - （1984年9月まで）
- 浜畑賢吉 - （同上）
- 柴田恭兵 - （同上。1984年10月以降はゲストとして出演）
- 小林克也 - 進行役（1984年10月以降）

## 主題歌
- 大貫妙子「宇宙見つけた」

## 放送リスト
| 回 | 放送日         | 人物テーマ             | ゲスト                                           |
| -- | -------------- | ---------------------- | ------------------------------------------------ |
| 1  | 1984年4月6日   | アンネ・フランク       | 桃井かおり                                       |
| 2  | 1984年4月13日  | スコット               | 浜畑賢吉                                         |
| 3  | 1984年4月20日  | リンドバーグ           | 柴田恭兵                                         |
| 4  | 1984年4月27日  | クララ・シューマン     | 桃井かおり                                       |
| 5  | 1984年5月11日  | 一休さん               | 浜畑賢吉                                         |
| 6  | 1984年5月18日  | ベーブ・ルース         | 柴田恭兵                                         |
| 7  | 1984年5月25日  | ネリー・ブライ         | 桃井かおり                                       |
| 8  | 1984年6月1日   | エジソン               | 浜畑賢吉                                         |
| 9  | 1984年6月8日   | ジョン万次郎           | 柴田恭兵                                         |
| 10 | 1984年6月15日  | グリム                 | 浜畑賢吉                                         |
| 11 | 1984年6月22日  | ミッキー・ウォーカー   | 柴田恭兵                                         |
| 12 | 1984年6月29日  | エドワード・ウィンパー | 浜畑賢吉                                         |
| 13 | 1984年7月6日   | イソップ               | 柴田恭兵                                         |
| 14 | 1984年7月13日  | 平賀源内               | 浜畑賢吉                                         |
| 15 | 1984年7月20日  | 与謝野晶子             | 桃井かおり                                       |
| 16 | 1984年8月10日  | クラーク博士           | 柴田恭兵                                         |
| 17 | 1984年9月14日  | 宮沢賢治               | 浜畑賢吉                                         |
| 18 | 1984年9月21日  | 高杉晋作               | 柴田恭兵                                         |
| 19 | 1984年9月28日  | ゴッホ                 | 浜畑賢吉                                         |
| 20 | 1984年10月5日  | アベベ                 | 柴田恭兵、宗茂、宗猛                             |
| 21 | 1984年10月12日 | ツェッペリン           | 奥田瑛二                                         |
| 22 | 1984年10月19日 | 沢村栄治               | 柴田恭兵、松木謙治郎                             |
| 23 | 1984年10月26日 | ライト兄弟             | 岸部一徳、岸部シロー、横山やすし                 |
| 24 | 1984年11月2日  | リンカーン             | 柴田恭兵、ケント・ギルバート                     |
| 25 | 1984年11月9日  | 清少納言               | 檀ふみ、如月小春                                 |
| 26 | 1984年11月16日 | 紫式部                 | かとうかずこ、檀ふみ、山口洋子                   |
| 27 | 1984年11月30日 | チャップリン           | 堺正章、松本伊代、淀川長治                       |
| 28 | 1984年12月7日  | プレスリー             | 柴田恭兵、ジョージ・チャキリス                   |
| 29 | 1984年12月14日 | ベートーベン           | 加藤健一、竹中直人                               |
| 30 | 1984年12月21日 | 水戸黄門               | 奥田瑛二、かとうかずこ、岸部シロー               |
| 31 | 1985年1月11日  | 坂本龍馬               | 田中健、柴田恭兵、北方謙三                       |
| 32 | 1985年1月18日  | 沖田総司               | 柴田恭兵、小林克也、田中健、北方謙三             |
| 33 | 1985年1月25日  | 野口英世               | せんだみつお                                     |
| 34 | 1985年2月1日   | 卑弥呼                 | 早乙女愛、西川のりお、石森章太郎                 |
| 35 | 1985年2月8日   | ジャンヌ・ダルク       | 荻野目慶子、泰葉、川崎麻世                       |
| 36 | 1985年2月15日  | 源義経                 | 竹中直人、山咲千里                               |
| 37 | 1985年2月22日  | 平清盛                 | 根津甚八、高樹沙耶                               |
| 38 | 1985年3月1日   | ニュートン             | 渡辺篤史、松本零士                               |
| 39 | 1985年3月8日   | キュリー夫人           | 萩尾みどり、フランソワーズ・モレシャン           |
| 40 | 1985年3月15日  | 総集編                 |                                                  |
| 41 | 1985年4月5日   | 石川啄木               | 田中健、三田寛子、吉幾三                         |
| 42 | 1985年4月12日  | 小野小町               | 中原理恵、田中健                                 |
| 43 | 1985年4月19日  | 楊貴妃                 | 森下愛子、欧陽菲菲、ベンガル                     |
| 44 | 1985年5月10日  | クレオパトラ           | ジュディ・オング、高木均                         |
| 45 | 1985年5月17日  | 円谷英二               | 毒蝮三太夫、藤井郁弥、山岸凉子                   |
| 46 | 1985年5月24日  | 十返舎一九             | 田中健、木野花                                   |
| 47 | 1985年5月31日  | 芭蕉                   | 渡辺篤史、朝比奈尚行                             |
| 48 | 1985年6月7日   | 織田信長               | 田中健、高見知佳、ジャイアント馬場               |
| 49 | 1985年6月14日  | 武田信玄               | 加藤健一、木野花、小林克也                       |
| 50 | 1985年7月5日   | 宮本武蔵               | 三浦洋一、金田正一                               |
| 51 | 1985年7月12日  | 天草四郎               | 美保純、助野健太郎                               |
| 52 | 1985年7月19日  | シェークスピア         | 竹中直人、渡辺えり子、野田秀樹                   |
| 53 | 1985年8月16日  | フォスター             | 田中健、中原理恵                                 |
| 54 | 1985年9月6日   | 樋口一葉               | 竹下景子                                         |
| 55 | 1985年9月13日  | 土方歳三               | 田中健、北方謙三                                 |
| 56 | 1985年9月20日  | ジョン・レノン         | 井上陽水、中原理恵、浅井慎平                     |
| 57 | 1985年9月27日  | 額田王                 | 烏丸せつこ、柄本明、田中健                       |
| 58 | 1985年10月4日  | 西郷隆盛               | 小林克也、萩原流行、山咲千里、田中健、毒蝮三太夫 |